# Воронеж-Курский
Воронеж-Курский — грузовая и пассажирская станция Юго-Восточной железной дороги, расположенная в городе Воронеже.

## Описание
Курский вокзал расположен в Воронеже на Донбасской улице, дом 30. С вокзала отправляются пригородные поезда в направлении станций Нижнедевицк и Касторная-Курская и останавливался до его отмены в 2010 году пассажирский поезд Воронеж — Курск. Останавливаются поезда до станций Касторная-Новая и Воронеж-1. Через станцию без остановки проезжает ряд поездов дальнего следования.
На станции заканчивается контактная сеть, дальше в сторону Курска идёт неэлектрифицированная дорога. Рядом расположено локомотивное депо, эксплуатирующее маневровые тепловозы ЧМЭ3.

## История
В 1990-е годы рассматривался вопрос закрытия ветки Воронеж — Касторная — Курск из-за неудовлетворительного состояния путей, но впоследствии были проведены ремонтные работы.